# Екершен
Екершен (фр. Esquerchin) насеље је и општина у североисточној Француској у региону Север-Па д Кале, у департману Север која припада префектури Дуе.
По подацима из 2011. године у општини је живело 891 становника, а густина насељености је износила 166,85 становника/km². Општина се простире на површини од 5,34 km². Налази се на средњој надморској висини од 32 метара (максималној 50 m, а минималној 25 m).

## Демографија
| 1962. | 1968. | 1975. | 1982. | 1990. | 1999. | 2011. |
| ----- | ----- | ----- | ----- | ----- | ----- | ----- |
| 749   | 800   | 751   | 714   | 739   | 723   | 891   |